# Bouchači a bouchačky
Bouchači a bouchačky (v anglickém originále Double Whammy) je americký dramatický hraný film z roku 2001. Natočil jej režisér Tom DiCillo podle vlastního scénáře. Hlavní roli policisty Raye Pluta ve filmu ztvárnil Denis Leary. V dalších rolích se představili Elizabeth Hurleyová, Steve Buscemi, Melonie Diaz, Donald Faison a řada dalších. 
Autorem originální hudby k filmu je Jim Farmer. Snímek byl vydán pouze na DVD. Získal pět nominací na DVD Premiere Awards, včetně za nejlepší film, nejlepší scénář, nejlepší herečka (Elizabeth Hurleyová) a nejlepší herec (Denis Leary).